# タルト・トロペジェンヌ
タルト・トロペジェンヌ（フランス語: tarte tropézienne）またはサントロペのタルト（フランス語: la tarte de Saint-Tropez）または単にトロペジェンヌは、フランスの菓子（デザート）である。1955年に第二次世界大戦でサントロペに逃れてきたポーランド人で菓子職人のアレクサンドル・ミカ（英語: Alexandre Micka）が考案したものである。丸いブリオッシュにクリームをはさみ、表面にあられ糖をふったシンプルなお菓子である。
この菓子については、女優のブリジット・バルドーがまだ無名だったときに『素直な悪女』の撮影のためにサントロペに滞在していた際に、このデザートを気に入り、当時は名前がついていなかったことから、「サントロペのタルト（フランス語: La Tarte de Saint-Tropez）」という名前を提案したというエピソードがある。それを聞いたミカが名前を「タルト・トロペジェンヌ」と名付け、商標登録した。「トロペジェンヌ（フランス語: tropézienne）」は、「サントロペの」という意味の形容詞である。

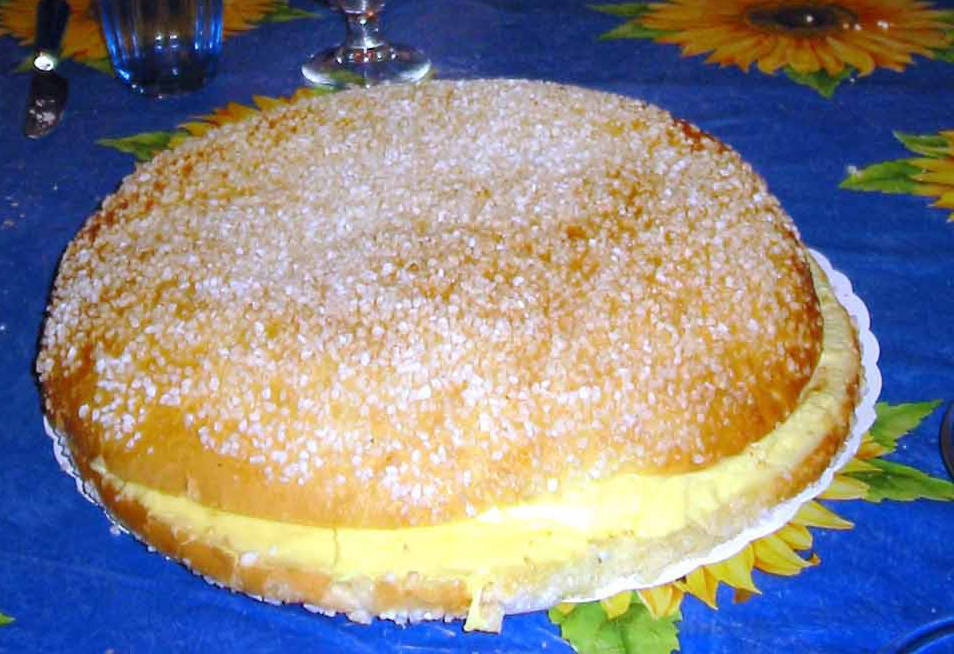
丸いタルト・トロペジェンヌ。

ミカの菓子店「ラ・タルト・トロペジェンヌ」（フランス語: La Tarte Tropézienne）は現在も営業している。ポーランドのパン職人によれば、この菓子のレシピは彼の祖母から伝わっているとのことである。1970年代以降、同じデザートはチェコ共和国のプラハでも人気であるが、プラハではこの菓子は「プラハ・ケーキ」（チェコ語: Pražský koláč）として知られている。このケーキの発祥について、フランスが早いか、それともプラハがあるボヘミア地方が早いかについては、不明である。
「ラ・タルト・トロペジェンヌ」では、一口サイズのミニサイズから、6-8人用の大型まで各種のタルト・トロペジェンヌが売られている。

## 日本での展開

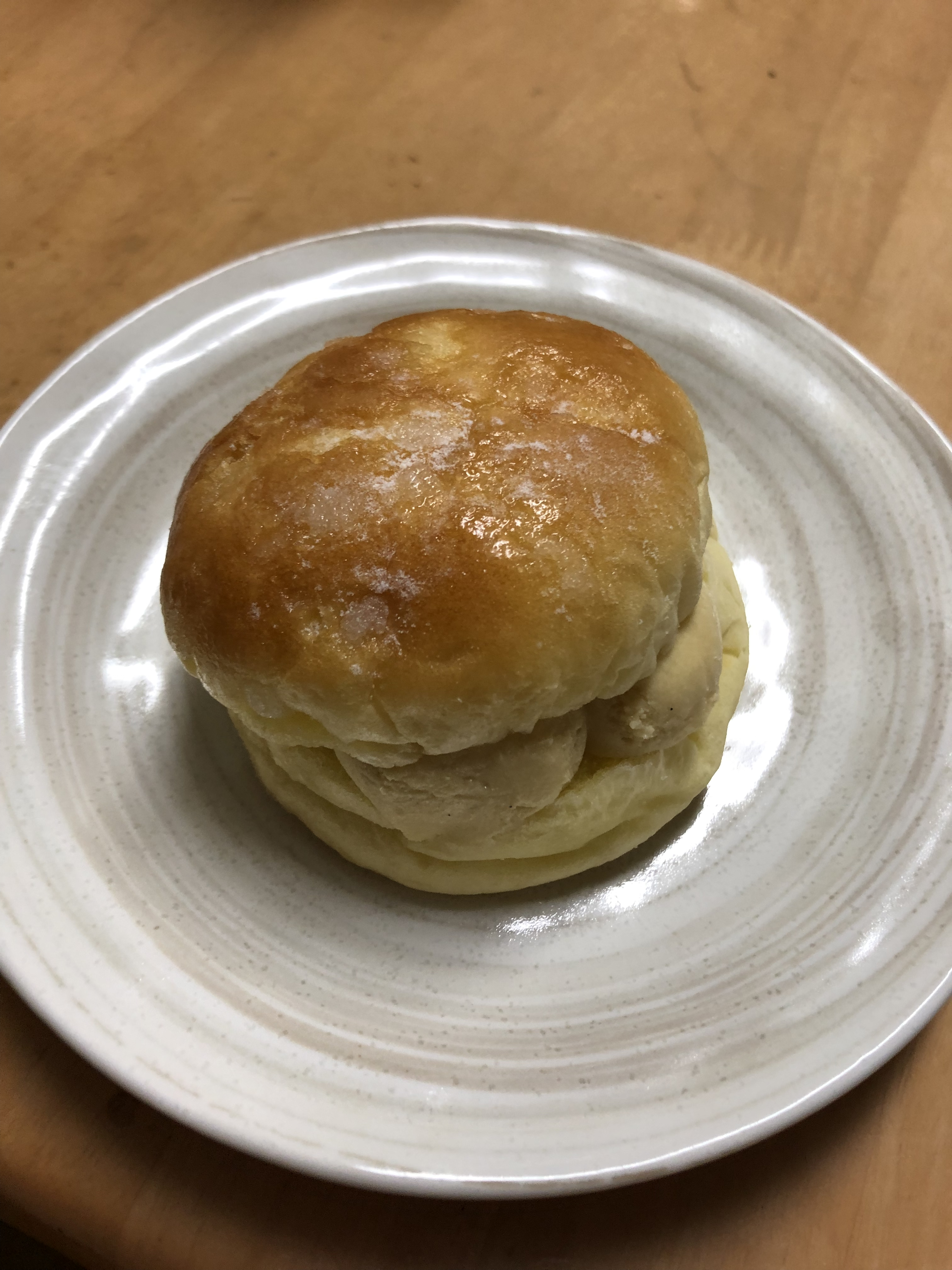
ファミリーマートで売られているトロペジェンヌ。

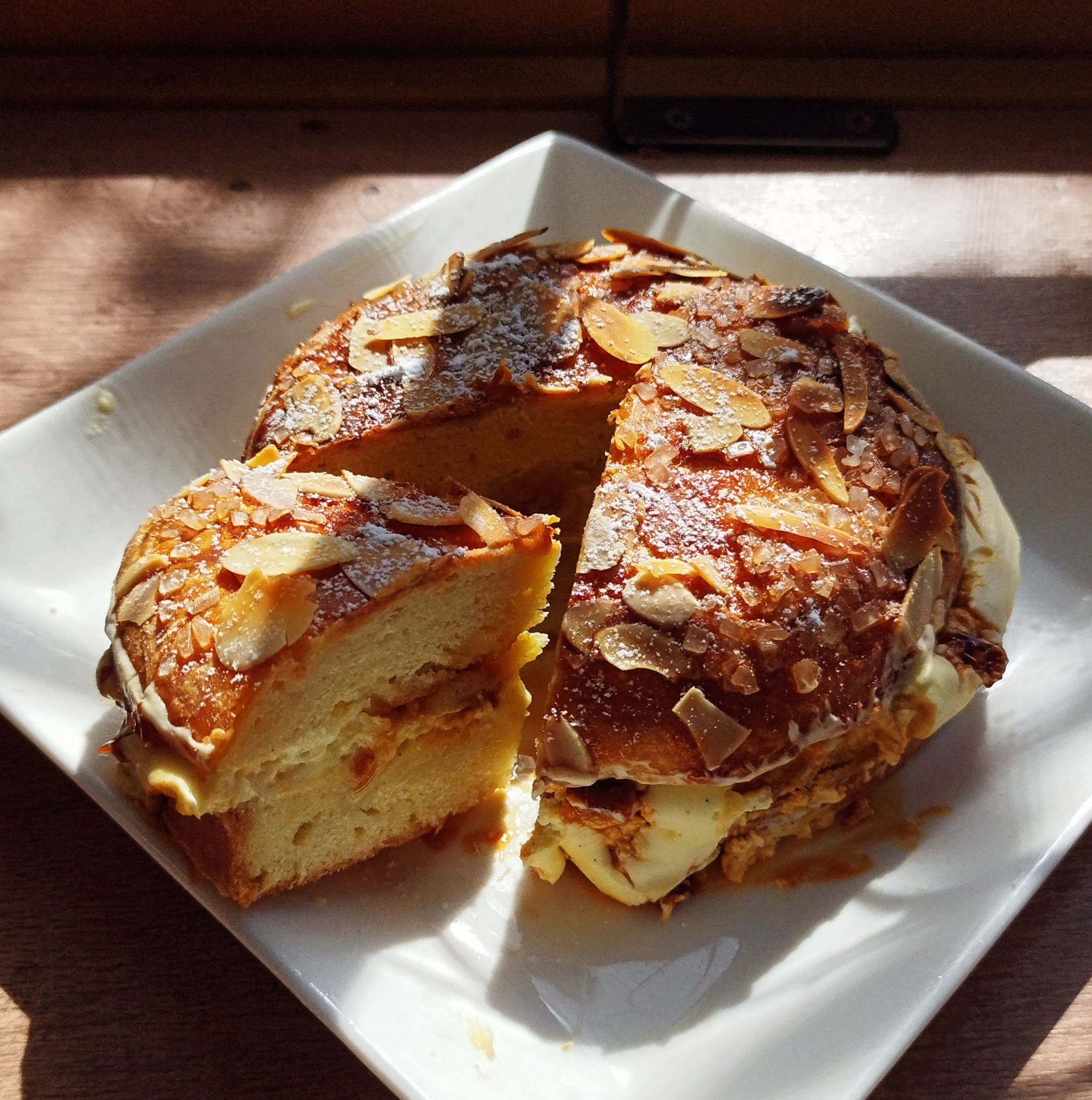
タルト・トロペジェンヌ

2003年5月11日にフジテレビジョンで放送された「あつあつボンジュール」、および、2016年5月16日にNHKで放送された「グレーテルのかまど」で、タルト・トロペジェンヌが紹介されている。2021年には渋谷にあるフランス産の発酵バター「エシレ」を使ったお菓子専門店が「トロペジェンヌ」をもとにした新製品を発売し話題となった。2022年3月29日からはコンビニエンスストアのファミリーマートが全国販売をしている。2022年12月よりフジパンが「とろけるトロペジェンヌ」を販売している。